# 列夫·托洛茨基遇刺案

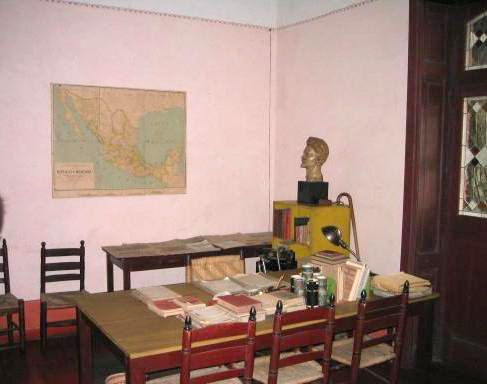
列夫·托洛茨基被刺杀时所在的书房

1940年8月20日，苏联革命家、政治家、理论家列夫·托洛茨基在流亡墨西哥城期间遭到苏联最高领导人约瑟夫·斯大林派出的特工拉蒙·麥卡德行刺。21日，托洛茨基不治去世。

## 经过
1939年3月，斯大林曾试图刺杀托洛茨基但未成功。随后，他将这项任务的整体筹划交给内务人民委员部官员帕维尔·苏多普拉托夫，后者又招募了纳乌姆·艾廷贡。根据苏多普拉托夫的回忆录《特别任务：一名不受欢迎的见证者——一位苏联间谍首脑的回忆录》，内务人民委员部随后建立了3个独立的特工网络以执行暗杀任务，这些网络完全独立于内务人民委员部在美国和墨西哥已建立的间谍网络。  
1940年5月24日，内务人民委员部特工约瑟夫·格里古列维奇和墨西哥画家大卫·阿尔法罗·西凯罗斯率领武装刺客袭击托洛茨基的住所，但托洛茨基成功生还。托洛茨基14岁的外孙弗谢沃洛德·沃尔科夫在袭击中脚部中弹。一名年轻的助理兼保镖罗伯特·谢尔登·哈特被袭击者带走，随后被发现遇害。据推测，他可能是内应，协助刺客进入别墅。而托洛茨基的其他警卫成功击退了袭击者。此次暗杀失败后，托洛茨基于1940年6月8日撰写了文章《斯大林图谋杀我》，文中断言另一场暗杀行动将会到来。  
1940年8月20日，托洛茨基在书房遭到西班牙籍内务人民委员部特工拉蒙·麦卡德的袭击。麦卡德使用了一把登山冰镐作为凶器，该行动在内务人民委员部内部被称为“鸭子行动”。  
登山冰镐的一端为尖头，另一端为扁平的凿刃（锛）。托洛茨基的颅骨被冰镐的刃部砸碎，造成顶骨骨折，创口深达7厘米（2.8英寸）。由于攻击未能一击致命，托洛茨基仍有力气反抗，他朝麦卡德吐口水并拼命挣扎，导致麦卡德的手骨折。听到骚动后，托洛茨基的保镖冲入房间，将麦卡德暴打至濒死，但托洛茨基制止了他们，并艰难地说道，应该留下刺客供审讯。  
托洛茨基随后被送往医院接受手术，他存活了一天多，但最终于1940年8月21日因失血过多和休克去世，终年60岁。麦卡德在审判时供述：“我把雨衣放在桌上，以便能迅速取出藏在口袋里的冰镐。我决定不浪费这千载难逢的机会。托洛茨基开始阅读文章时，我的机会来了。我从雨衣中取出冰镐，握在手里，闭上眼睛，朝他的头部狠狠砸去。”  
据美国社会主义工人党领袖詹姆斯·坎农回忆，托洛茨基的遗言是：“我无法从这次袭击中活下来，斯大林终于成功地完成了他之前未能实现的目标。”  
麦卡德因谋杀罪被判处20年监禁，并在墨西哥服刑。斯大林曾声称刺杀托洛茨基的是“危险的托派分子”，因此麦卡德起初未被授予任何荣誉，但他的母亲因协助行动而被授予列宁勋章。苏联既无法暗杀麦卡德，也无法将其从监狱解救出来。1960年，麦卡德出狱；1961年，他抵达苏联后，苏联最高苏维埃主席团主席列昂尼德·勃列日涅夫签署命令，授予他列宁勋章和金星奖章，并授予其为“苏联英雄”称号。克格勃主席亚历山大·谢列平亲自向麦卡德颁发了这些奖章。  
托洛茨基遇刺后，至1940年8月27日，已有约30万人在墨西哥城瞻仰其灵柩。